# Политически натурализъм
Политически натурализъм е второстепенна политическа идеология и правна система, която вярва, че има естествено право, справедливо и видимо за всички, което пресича идеологиите, вярванията и личното мислене, което естествено гарантира справедливостта. Това вярване е вдъхновено от социологически натурализъм и научния натурализъм.
Политикът и дипломатът от германската центристка партия Карл Фридрих фон Савини казва "законите не са правени, но откривани", имайки предвид съществуването на вече налични естествени закони.
|  | Тази страница частично или изцяло представлява превод на страницата Political naturalism в Уикипедия на английски. Оригиналният текст, както и този превод, са защитени от Лиценза „Криейтив Комънс – Признание – Споделяне на споделеното“, а за съдържание, създадено преди юни 2009 година – от Лиценза за свободна документация на ГНУ. Прегледайте историята на редакциите на оригиналната страница, както и на преводната страница, за да видите списъка на съавторите. ВАЖНО: Този шаблон се отнася единствено до авторските права върху съдържанието на статията. Добавянето му не отменя изискването да се посочват конкретни източници на твърденията, които да бъдат благонадеждни. |